# Willem de Witt
Willem de Witt (* 13. April 1516 in Dordrecht; † 23. August 1596 ebenda) war ein Dordrechter Patrizier und Regent. Er entstammte dem Geschlecht De Witt.

## Biografie
Willems Eltern waren Jan de Witt († 1565), Schepen von Dordrecht, und Klara van Beveren. Willems politische Rolle begann nach dem Geusenaufstand im Jahr 1572. Er wurde im darauffolgenden Jahr als Schepen in die Dordrechter Stadtregierung eingeführt. Seine erstmalige Ernennung zum Bürgermeister erfolgte im Jahre 1582. Weitere Ämter hatte er 1583, 1586, 1589 und 1590 inne. Zu dieser Zeit war er als Ratsherr von Wilhelm I. von Oranien.
Aus Willems Ehe mit Maria van Wezel stammten neun Kinder.
Die drei Söhne
- Thomas de Witt (1548–1601), Bürgermeister von Dordrecht und Deputierter der Staaten von Holland und Westfriesland,
- Nicolaas de Witt (1553–1621), Ratsherr und Schepen von Dordrecht und
- Johan de Witt (1567–1625), Schepen und Schatzmeister der Stadt Dordrecht

begründeten drei weitere Familienzweige, welche aber nicht von hohem politischen Belang waren. Vielmehr konnte der Zweig abstammend von Willems Neffen Frans de Witt (1516–1565) im Laufe des Goldenen Zeitalters der Niederlande großen politischen Einfluss auf die Regierung Dordrechts, Hollands und der Republik erlangen.